# پاسداران (منطقه)

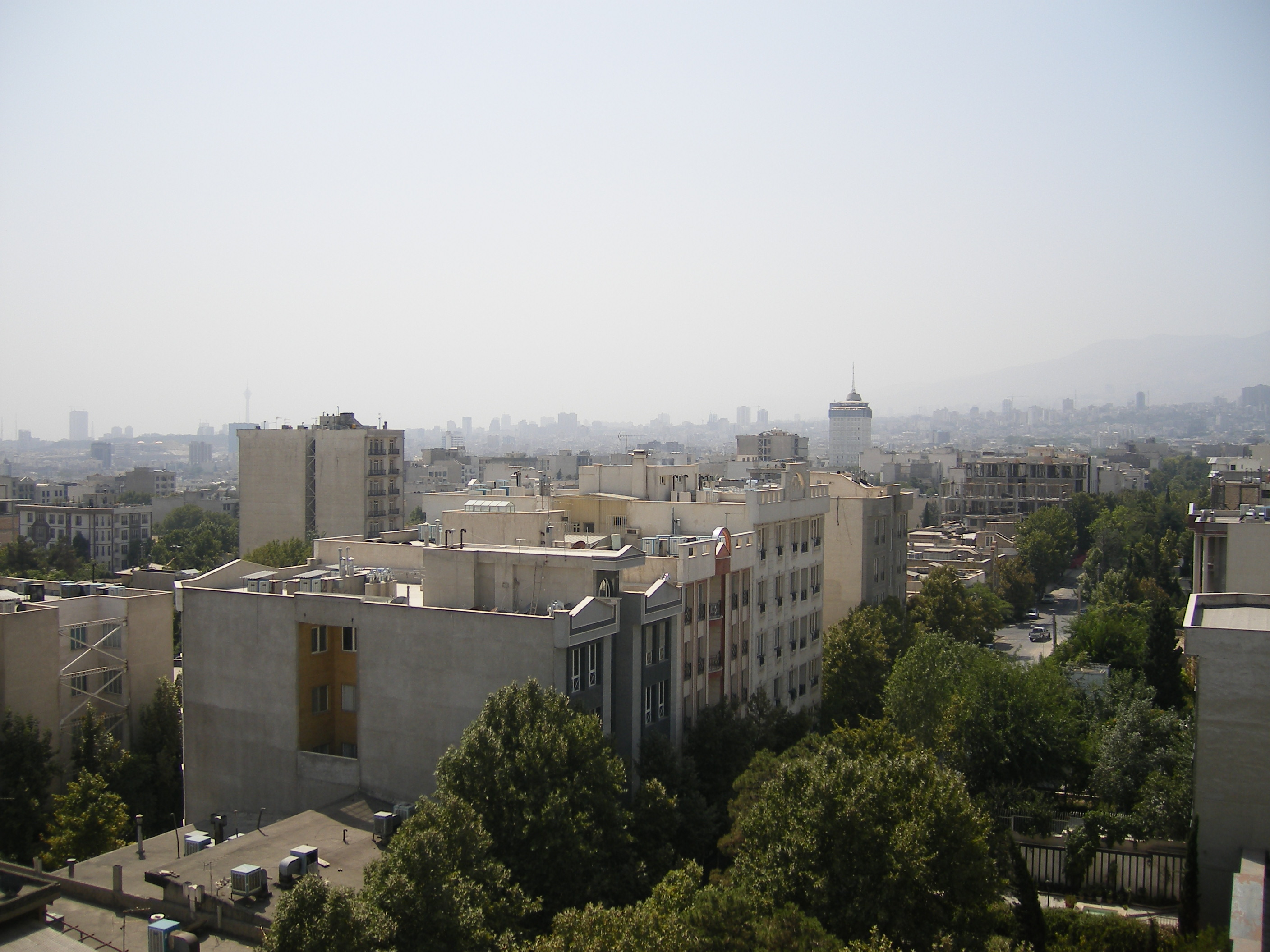
نمایی از پاسداران با برج سفید در دوردست در پس‌زمینه

پاسداران محله ای در شمال تهران است که در «خیابان پاسداران» متمرکز شده است. این خیابان نیاوران را (از شمال) به خیابان شریعتی (در جنوب) متصل می‌کند. طول آن حدود ۸-۹ کیلومتر است و به همراه بخش‌های شمالی دو خیابان طولانی دیگر: خیابان ولیعصر و خیابان شریعتی، یک شاهراه تجاری اصلی برای شمال تهران است.
پاسداران در زبان فارسی به معنای «نگهبانان» است. پیش از انقلاب اسلامی ایران در سال ۱۹۷۹، این محله با نام «سلطنت آباد» شناخته می‌شد که به معنای «ساخته شده توسط سلطنت» است و به کاخ شاه (محمدرضا پهلوی) اشاره دارد که در شمالی‌ترین نقطه این خیابان واقع شده است.
خیابان پاسداران به همراه شبکه خیابان‌هایی که از آن امتداد دارند، محله پاسداران تهران را تشکیل می‌دهند که شامل مناطقی مانند فرمانیه، دروس، رستم‌آباد، سلطنت‌آباد، ضرابخانه، مهران، اختیاریه، احتشامیه، دولت، دیباجی و چیذر می‌شود.
اگرچه تجارت و بازرگانی بخشی از روند افزایش شهرنشینی در این منطقه است (که عمدتاً در امتداد لبه شمالی منطقه در نزدیکی فرمانیه مشاهده می‌شود)، اما اکثر مسکن‌های این منطقه همچنان ماهیتی نسبتاً حومه‌ای دارند و عمدتاً شامل عمارت‌های اعیانی (اغلب به طور کلیشه‌ای ایرانی) و خانه‌های شهری یا دوبلکس هستند.

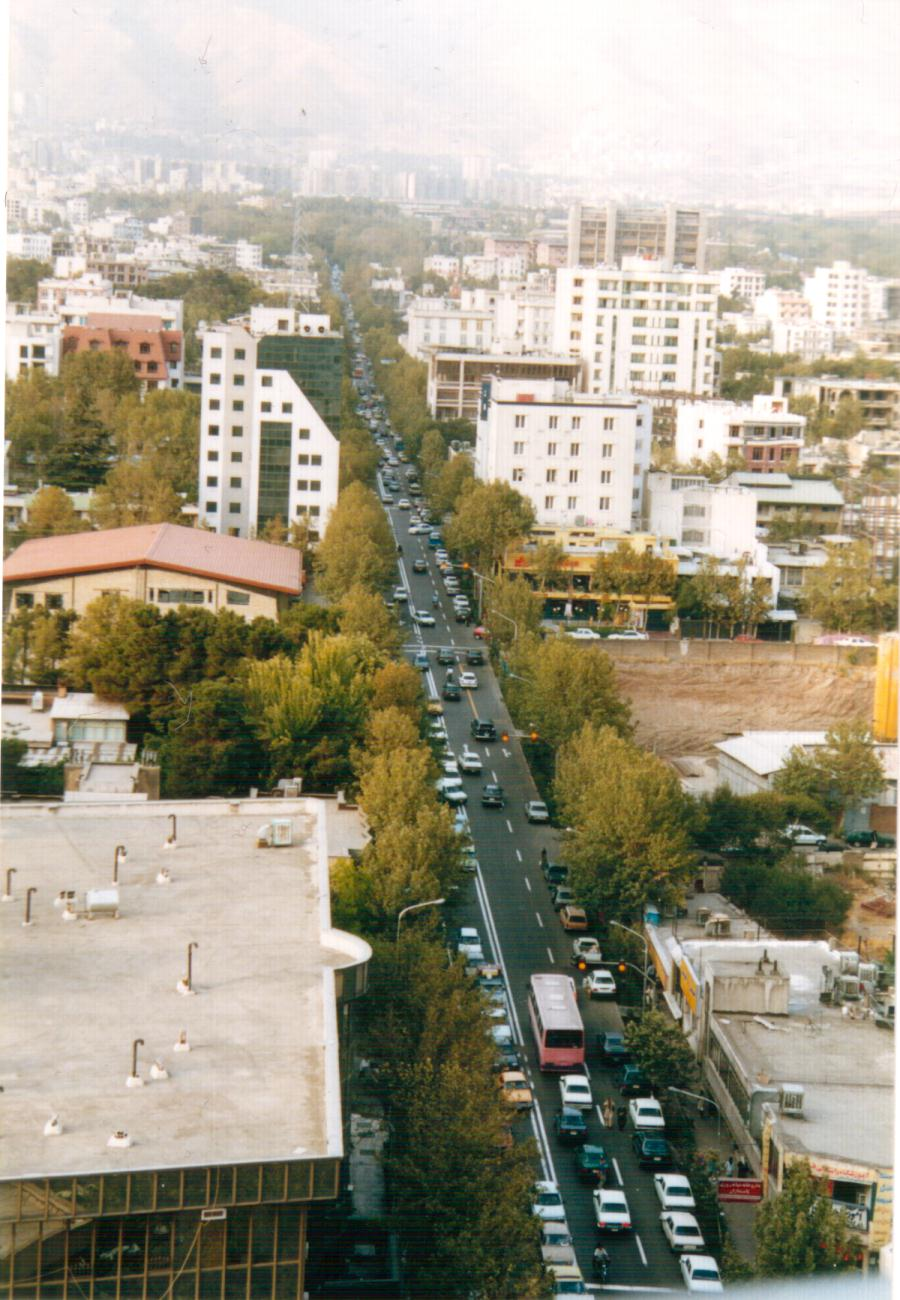
خیابان پاسداران از بالای «برج سفید» دیده می‌شود

## برج سفید
برج سفید (به معنی «برج سفید») یک آسمان‌خراش است که در امتداد خیابان پاسداران ساخته شده است و در داخل آن یک مرکز خرید شیک و همچنین دفاتر اداری قرار دارد. این برج، جایگاه پاسداران را به عنوان یک حومه جذاب و مجلل تهران تثبیت کرده و باعث افزایش اعتبار منطقه و ایجاد مجموعه‌ای از توسعه‌ها در مناطق اطراف شده است.